# Jungfrutornet i Baku
Jungfrutornet (azerbajdzjanska: Qız Qalası, Qyz Qalasy) lokalt känt som Giz Galasi ligger i den gamla delen av Baku, Azerbajdzjan. Tornet är byggt på 1100-talet och är sedan 2001 inskrivet i Unescos världsarvslista som ett historiskt monument. Det är ett av landets mest kända byggnadsverk och ett av Azerbajdzjans nationella emblem, och är därmed med på azeriska sedlar och andra officiella brevpapper.
I Jungfrutornet finns ett museum som presenterar Bakus historiska utveckling.
Till följd av att Kaspiska havet drog sig tillbaka uppstod mellan 800- och 1400-talet en landremsa, på vilken man byggde Jungfrutornet.